# Echipa națională de fotbal a Republicii Zimbabwe
Echipa națională de fotbal a Republicii Zimbabwe, poreclită Războincii, este echipa națională a Zimbabwe și este controlată de Asociația de Fotbal a Republicii Zimbabwe. Au fost cunoscuți ca Echipa națională de fotbal a Rodeziei de Sud din 1939 până în 1964, iar apoi ca Echipa națională de fotbal a Rodeziei până în 1980, când Rodezia a devenit Zimbabwe. Nu s-au calificat niciodată la Campionatul Mondial de Fotbal, iar la Cupa Africii pe Națiuni s-au calificat pentru prima oară în 2004.